# 夏尚朴
夏尙朴（1466年—1538年），字敦夫，號東巖，江西廣信府永豐縣（今上饒市廣豐區）人，明朝文人、政治人物。正德辛未進士，嘉靖年間累官南京太僕寺少卿。

## 生平
江西鄉試第二十五名舉人，正德六年（1511年）辛未科二甲第七十六名進士。历官南京礼部主事，出爲廣東惠州府知府，升山东按察司提学副使，官至南京太仆寺少卿。

## 著作
夏尚朴曾与魏校、湛若水等人共同讲学，对崇仁派后期学说的发展有所贡献。有《東巖集》六卷及東巖詩集等。

## 家族
曾祖父夏孟成；祖父夏原貴；父夏廣洪。母葉氏。慈侍下。兄尚安（省祭官）。弟尚志。

## 延伸阅读
[在维基数据编辑]
 《明史卷二百八十三》，出自《明史》